# Alex Melamid
Alex Melamid (ursprünglich russisch Александр Данилович Меламид/ Alexander Danilowitsch Melamid; * 14. Juli 1945 in Moskau) ist ein US-amerikanischer Künstler.

## Leben
Melamid besuchte die Kunstakademie Moskau (1958–1960) und das Stroganow-Institut für Kunst und Design (1962–1967).
Seit 1965 arbeitete Melamid mit Vitaly Komar zusammen. Beide initiierten Soz Art, das sowjetische Pendant zur Pop Art. Gemeinsam waren sie 1987 bei der documenta 8 in Kassel die ersten russischen Künstler, die an einer Documenta teilnahmen.
Melamid engagierte sich auch politisch gegen das System der Sowjetunion, verließ das Land über Israel und nahm später die US-Staatsangehörigkeit an.
Eine Auswahl von Melamids konzeptualistischen Arbeiten befindet sich im Archiv der Forschungsstelle Osteuropa an der Universität Bremen.